# Деппе, Вильгельм
Вильгельм Деппе (нем. Wilhelm Deppe), также Пьер Гийом Деппе (фр. Pierre Guillaume Deppe; 1800—1844) — немецкий сотрудник Музея естествознания, научно описавший ряд видов птиц.

## Биография
Родился в Берлине. Младший брат немецкого путешественника, натуралиста и художника Фердинанда Деппе. Вильгельм помогал брату в его делах и представлял его интересы, среди прочего, публикуя списки добытого в экспедициях материала с ценами на предметы. Так как название этих списков включало словосочетание «Индекс Лихтенштейна», произошла путаница. В результате, например, Роберт Томас Мур назвал подвид берилловой ламазилии (Amazilia beryllina lichtensteini) в честь «великого немецкого орнитолога».
Дружил с Ю. В. Шиде. После смерти Деппе был похоронен 19 декабря 1844 года на французском кладбище в Берлине.

## Работы
- Wilhelm Deppe: Preis-Verzeichniss der Säugethiere, Vogel, Amphibien, Fische und Krebse, welche von den Herren Deppe und Schiede in Mexico gesammelt worden, und bei dem unterzeichneten Bevollmächtigten in Berlin gegen baare Zahlung in Preuss. Courant zu erhalten sind. Privatdruck Ferdinand Deppe, Berlin 1830.